# Операция „Динамо“
Операция „Динамо“ е кодовото название, дадено на евакуацията на съюзническите войски от бреговете и пристанището на Дюнкерк, Франция, между 26 май и 4 юни 1940 г., когато британски, френски и канадски войски са отрязани от германците по време на битката при Дюнкерк през Втората световна война. В реч към Камарата на общините на 4 юни 1940 г. („Ще се бием на бреговете“) Уинстън Чърчил нарича събитията във Франция „колосално военно бедствие“, казвайки, че „целият корен и сърцевина и мозък на Британската армия“ бил заседнал при Дюнкерк и изглеждало, че ще загине или ще бъде пленен. Той приветства спасението им като „чудо на избавлението“. Настъплението на германските войски е спряно от Адолф Хитлер, който се е надявал да установи мир с Великобритания.

## Ход на операцията
На първия ден са евакуирани само 7010 души, но до деветия ден общо 338 226 войници (198 229 британски и 139 997 френски) са спасени от набързо събрана флота от 850 плавателни съда. Много войници успяват да се качат от вълнолома на пристанището на 42 британски разрушители и други големи кораби, докато други трябва да навлизат във водата от бреговете към корабите, чакайки с часове до раменете във вода, за да се качат. Други са прекарани от бреговете до големите кораби, а хиляди са откарани и до Англия от така наречените „малки кораби на Дюнкерк“, флотилия от 700 търговски, рибарски, развлекателни и спасителни съдове (най-малкият от които е 4,5-метровата рибарска лодка „Tamzine“, днес в Имперския военен музей), чиито цивилни екипажи са мобилизирани поради спешната ситуация. „Чудото на малките кораби“ остава известен народен спомен в Англия.

## Наименование на операцията
Операция „Динамо“ е наречена на стаята с динамото в щаб квартирата на Британските военноморски сили под Дувърския замък, където се намирало динамото, което осигурявало електричеството на сградата през войната. В тази стая вицеадмирал Бертрам Рамзи планира операцията и оттам той информира Уинстън Чърчил за хода ѝ.